# Victorian Football Association 1880
Victorian Football Association 1880 var den fjerde sæson i australsk fodbold-ligaen Victorian Football Association, og ligaen havde deltagelse af otte hold.
Ved sæsonens afslutning publicerede ligaen en liste over sæsonens fire bedste hold:
1. Geelong Football Club
2. South Melbourne Football Club
3. Carlton Football Club
4. Melbourne Football Club